# Aleksei Batàlov
Aleksei Vladímirovitx Batàlov (en rus: Алексе́й Влади́мирович Бата́лов; Vladímir, Rússia; 20 de novembre de 1928-Moscou, 15 de juny de 2017) fou un actor rus conegut pel seu paper de Goixa a Moscou no creu en les llàgrimes.

## Biografia
Batálov va néixer el 20 de novembre de 1928 en el si d'una família dedicada al teatre. El seu oncle Nikolai Batàlov va protagonitzar el 1926 La mare (Mat) de Vsévolod Pudovkin, pel·lícula basada en la novel·la homònima de Maksim Gorki. El 1953 es va incorporar al Teatre d'Art de Moscou, però ho va deixar tres anys després per a dedicar-se al cinema. Durant l'era de Khrusxov, va ser un dels actors més coneguts de la Unió Soviètica.
El 1957, va encarnar al protagonista masculí de la pel·lícula de Mikhaïl Kalatózov Letiat juravlí, amb la qual va ser guardonat amb la Palma d'Or del Festival Internacional de Cinema de Canes. El 1962 participaria en Déviat dnei odnogó goda de Mikhaïl Romm. Cinc anys després formaria part del jurat al 5è Festival Internacional de Cinema de Moscou, i el 1973 tornaria repetir com a membre en la vuitena.
Durant els anys seixanta i setanta es va fer conegut per la seva manera de triar papers en les seves pel·lícules. La major part van ser adaptacions cinematogràfiques de clàssics russos com La dama del gosset d'Anton Txèkhov i Beg de Mikhaïl Bulgàkov. També va dirigir L'abric de Nikolai Gógol el 1960 i el 1966 Tri tolstiakà de Iuri Oleixa. Durant els setanta es faria càrrec de la Universitat Panrussa Gueràssimov de Cinematografia.
El 1979 va ser anomenat per a participar en el melodrama Moscou no creu en les llàgrimes, de Vladímir Menxov, amb la qual va guanyar popularitat i va obtenir el Premi Estatal de l'URSS. La seva interpretació de Goixa va ser considerat un missatge en la Unió Soviètica. Tal com un dels personatges diu en la pel·lícula, "el 70% del meu doctorat es deu al geni del mecànic Goixa". Després de la producció, va decidir retirar-se i va dedicar el temps a instruir a nous actors. En 2002, el president Borís Ieltsin li va fer lliurament del Premi Nika a la seva trajectòria professional, i tres anys després va ser guardonat amb el Premi Estatal de la Federació Russa. Va morir el 15 de juny de 2017 als 88 anys.

## Honors i premis
Premis de Rússia i URSS:
- Heroi del Treball Socialista (1989)
- Orde del Mèrit per la Pàtria
  - 2a classe (20 de novembre de 2008) - per una important contribució al desenvolupament de la cultura nacional, molts anys d'activitats creatives i educatives
  - 3a classe (10 de novembre de 1998) - per a contribucions destacades al desenvolupament de la cinematografia nacional
- Dues Orde de Lenin (1967, 1989)
- Artista honorat de la RSFSR (1964)
- Artista del Poble de l'URSS (arts escèniques) (1976)
- Artista del Poble de la RSFSR (1969)
- Premi Estatal de l'URSS (1981): per participar en la pel·lícula "Moscou no creu en les llàgrimes"
- Premi Estatal de la RSFSR (1966) - per participar en la pel·lícula  Nou dies d'un any
- Premi Estatal de la Federació Russa (2005)
- Premi presidencial rus de literatura i art el 1999 (17 de febrer de 2000)

Premis estrangers:
- Orde de St. Cirili i Metodi (Bulgària)

Premis de la Comunitat:
- Orde de Pere el Gran (Acadèmia de Seguretat, Defensa i Aplicació de la Llei, 2003)
- Premi Lenin Komsomol (1967)
- Premi Juno (1997)
- Premi Idol (2002) -  Per un servei elevat a l'art
- Medalla commemorativa per al 150è aniversari d'Anton Txèkhov, del Teatre d'Art de Moscou (2005)

## Filmografia

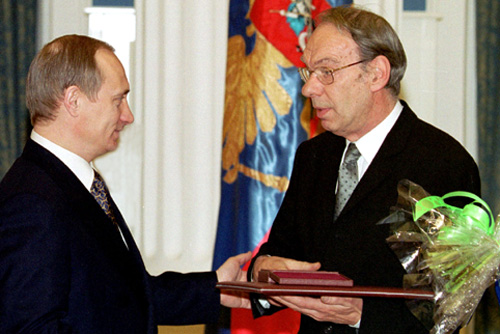
Entrega del Premi Presidencial per Vladímir Putin a Aleksei Batàlov, 1 i de març 2000.

### Actor
- Zoia (Зоя, 1944)
- Bolxàia sémia (1954)
- Mikhailo Lomonosov (1955)
- Mat (1955)
- Delo Rumiantseva (Дело Румянцева, 1956)
- Letiat juravlí (1957)
- Dorogoi moi txelovek (1958)
- Xinel (1959)
- Dama s sobatxkoi (1960)
- Déviat dnei odnogó goda (Девять дней одного года, 1962)
- Den' stxast'a (День счастьяA Day of Happiness, 1963)
- Svet daliokoi zvezdi (1965)
- Tri tolstiaka (1966) l
- V gorode S. (1967)
- Sedmoi sputnik (Седьмой спутник, 1968)
- Jivoi trup (Живой труп, 1968)
- Vnimanie, txerepakha! (1970)
- Beg (Бег, 1971)
- Vozvrata net (1974)
- A Very English Murder (1974)
- Nezabitaia pèsnia (1975)
- Txisto angliskoe ubistvo (Чисто английское убийство, 1975)
- Nezabytaya pesnya (1975)
- Zvezda plenitelnogo stxastia (Звезда пленительного счастья, 1975) com Serguei Petroviyc Trubetskoi
- Rikki-Tikki-Tavi (1979)
- Moscou no creu en les llàgrimes (Москва слезам не верит, 1980)
- Skoros (Скорость, 1983)
- O lyudyakh atomakh (1983)
- Vrèmia otdikha s subboti do ponedelnika (Время отдыха с субботы до понедельника, 1984)
- Dose txeloveka v 'Mersedese' (1986)
- Zontik dlia novobratxnikh (1987)
- Pokhoroni Stalina (Похороны Сталина, 1990)
- Poltergeyst-90 (1991)
- ...Pervaya lyubov (1995) (veu)
- Rokovye yaytsa (1996)
- Malenkaya printsessa (1997)
- Karnavalnaya noch 2, ili 50 let spustya (2007)

### Director
- Xinel (1959)
- Tri tolstiaka (1966)
- Igrok (1972)

### Veu
- Iojik v tumane (1975)
- Prikliutxènia pingvinenka Lolo (1988)